# Declaração Conjunta Católico-Ortodoxa de 1965
A Declaração Conjunta Católico-Ortodoxa de 1965 foi lida em 7 de dezembro de 1965 simultaneamente em uma reunião pública do Concílio Vaticano II em Roma e em uma cerimônia especial em Istambul. Retirou a troca de excomunhões entre eclesiásticos proeminentes na Santa Sé e o Patriarcado Ecumênico de Constantinopla, comumente conhecido como o Grande Cisma de 1054. Não acabou com o cisma, mas mostrou um desejo de maior reconciliação entre as duas igrejas, representadas pelo Papa Paulo VI e pelo Patriarca Ecumênico Athenágoras I. O documento e os textos que o acompanham também são chamados de 'Tomos Agapes'.
Muitos ortodoxos reagiram negativamente à declaração. O metropolita Philaret, da Igreja Ortodoxa Russa no Exterior, desafiou abertamente os esforços do Patriarca em se aproximar da Igreja Católica Romana, alegando que isso inevitavelmente levaria à heresia, em sua epístola de 1965 ao Patriarca. Os monges do Monte Atos teriam excluído Atenágoras de suas orações diárias após a declaração.

## Declaração conjunta do Papa Paulo VI e do Patriarca de Constantinopla Atenágoras I
A declaração conjunta do papa Paulo VI e do patriarca de Constantinopla Atenágoras I foi lida em francês na sessão pública conciliar de 7 de dezembro de 1965, sendo lida ao mesmo tempo no Fanar do Patriarcado de Constantinopla.
Cheios de agradecimento a Deus pela graça que, em sua misericórdia lhes outorgou de encontrar-se fraternalmente nos sagrados lugares, nos quais, pela morte e a ressurreição de Cristo, se consumou o mistério de nossa salvação e pela efusão do Espírito Santo, nasceu a Igreja, o Papa Paulo VI e o patriarca Atenágoras I, não esqueceram o projeto que — cada um por sua parte — concebeu naquela ocasião de não omitir gesto algum dos que inspira a caridade e que sejam capazes de facilitar o desenvolvimento das relações fraternais entre a Igreja católica romana e a Igreja ortodoxa de Constantinopla, inauguradas nessa ocasião. Estão persuadidos de que esta forma responde ao chamamento da graça divina que move hoje a Igreja católica romana e a Igreja ortodoxa e todos os cristãos a superar suas diferenças a fim de ser de novo “um”, como o Senhor Jesus o pediu para eles a Seu Pai. Entre os obstáculos que entorpecem o desenvolvimento destas relações fraternais de confiança e estima, figura a memória das decisões, atos e incidentes penosos que desembocaram em 1054, na sentença de excomunhão pronunciada contra o patriarca Miguel Cerulário e outras duas personalidades pelos legados da sé romana, presididos pelo cardeal Humberto; legados que foram por sua vez vez objeto de uma sentença análoga por parte do patriarca e do sínodo constantinopolitano.
Não se pode fazer que estes acontecimentos não tenham sido o que foram neste período particularmente agitado da história.
Mas hoje, quando se emite sobre eles um juízo mais sereno e justo, é importante reconhecer os excessos com que têm sido turvados e que tem dado lugar ulteriormente a consequências que, na medida em que nos é possível julgar, superaram as intenções e previsões de seus autores, cujas censuras se referiam às pessoas em questão e não às Igreja, e não pretendiam romper a comunhão eclesiástica entre as Sés de Roma e Constantinopla.
Por isso o Papa Paulo VI e o Patriarca Atenágoras I e seu Sínodo, seguros de expressar o desejo comum de justiça e o sentimento unânime de caridade de seus fiéis e recordando o preceito do Senhor:
“Quando apresentas tua oferenda no altar e ali te recordas de que teu irmão tem alguma queixa contra ti, deixa tua oferenda ante o altar e vai primeiro reconciliar-te com teu irmão” (Mt. 5, 23-24), declaram de comum acordo:
a) Lamentar as palavras ofensivas, a reprovações infundadas e os gestos condenáveis que de uma e outra parte caracterizaram a acompanharam os tristes acontecimentos daquela época.
b) Lamentar igualmente e apagar da memória e da Igreja as sentenças de excomunhão que lhes seguiram e cujo recordo atua até nossos dias, como um obstáculo à aproximação na caridade relegando-as ao esquecimento.
c) Deplorar, finalmente, os lamentáveis precedentes e os acontecimentos ulteriores que, sob a influência de diferentes fatores, entre os quais contaram a incompreensão e a desconfiança mútua, levaram finalmente à ruptura efetiva da comunhão eclesiástica.
O Papa Paulo VI e o patriarca Atenágoras I com seu Sínodo são conscientes de que este gesto de justiça e perdão recíproco não pode bastar para por fim às diferenças antigas ou mais recentes que subsistem entre a Igreja católica romana e a Igreja ortodoxa de Constantinopla, e que, pela ação do Espírito Santo, serão superadas graças à purificação dos corações, ao feito de deplorar os erros históricos e uma vontade eficaz de chegar a uma inteligência e a uma expressão comum da fé apostólica e de suas exigências.
Sem embargo, ao realizar este gesto, esperam seja grato a Deus, pronto a perdoar-nos quando nos perdoamos uns aos outros e esperam igualmente que seja apreciado por todo o mundo cristão, mas sobretudo pelo conjunto da Igreja católica romana e a Igreja ortodoxa, como a expressão de uma sincera e comum vontade de reconciliação e como um convite a prosseguir com espírito de confiança, de estima e de caridade mútuas, o diálogo que nos leve com a ajuda de Deus a viver de novo para o maior bem das almas e o advento do Reino de Deus, na plena comunhão da fé, da concórdia fraterna e de vida sacramental que existiu entre elas ao longo do primeiro milênio da vida da Igreja.